# Paravoca
Paravoca is een geslacht van spinnen uit de  familie van de Amaurobiidae (nachtkaardespinnen).

## Soorten
- Paravoca opaca Forster & Wilton, 1973
- Paravoca otagoensis Forster & Wilton, 1973